# Pultenaea pycnocephala
Pultenaea pycnocephala är en ärtväxtart som beskrevs av George Bentham. Pultenaea pycnocephala ingår i släktet Pultenaea och familjen ärtväxter. Inga underarter finns listade i Catalogue of Life.